# Wachteln (Kürten)
Wachteln ist ein Wohnplatz in der Gemeinde Kürten im Rheinisch-Bergischen Kreis.

## Lage und Beschreibung
Der Ort liegt an der Landesstraße 146 bei Erlenbusch.

## Geschichte
Der Ort ist auf der Topographischen Aufnahme der Rheinlande von 1824 als Wachel und auf der Preußischen Uraufnahme von 1840 als Wachteln verzeichnet.
Ab der Preußischen Neuaufnahme von 1892 ist er auf Messtischblättern regelmäßig als Wachteln verzeichnet.
1822 lebten 16 Menschen im als Haus kategorisierten und Wachtelen bezeichneten Ort.
1830 hatte der Ort 18 Einwohner und wurde mit Wachtelen bezeichnet.
Der 1845 laut der Uebersicht des Regierungs-Bezirks Cöln als Hof kategorisierte Ort besaß zu dieser Zeit zwei Wohnhäuser. Zu dieser Zeit lebten zwölf Einwohner im Wachtelen genannten Ort, davon alle katholischen Bekenntnisses.
Die Gemeinde- und Gutbezirksstatistik der Rheinprovinz führt Wachteln 1871 mit zwei Wohnhäusern und 21 Einwohnern auf.
Im Gemeindelexikon für die Provinz Rheinland von 1888 werden zwei Wohnhäuser mit 26 Einwohnern angegeben.
1895 hatte der Ort ein Wohnhaus und zehn Einwohner.
1905 besaß der Ort zwei Wohnhäuser und elf Einwohner und gehörte konfessionell zum katholischen Kirchspiel Olpe.
1927 wurde die Bürgermeisterei Olpe in das Amt Olpe überführt. In der Weimarer Republik wurden 1929 die Ämter Kürten (mit den Gemeinden Kürten und Bechen) und Olpe (mit den Gemeinden Olpe und Wipperfeld) zum Amt Kürten zusammengelegt. Der Kreis Wipperfürth ging am 1. Oktober 1932 in den Rheinisch-Bergischen Kreis mit Sitz in Bergisch Gladbach auf.
1975 entstand aufgrund des Köln-Gesetzes die heutige Gemeinde Kürten, zu der neben den Ämtern Kürten, Bechen und Olpe ein Teilgebiet der Stadt Bensberg mit Dürscheid und den umliegenden Gebieten kam.